# NGC 90
NGC 90 es una galaxia espiral que se estima está a unos 300 millones de años luz de distancia en la constelación de Andrómeda. Fue descubierto por R. J. Mitchell en 1854 y su magnitud aparente es de 13.7. La galaxia actualmente está interactuando con NGC 93 y exhibe dos brazos espirales altamente alargados y distorsionados con cúmulos de estrellas azules brillantes, indicativos de formación de estrellas, probablemente causados por la interacción con su vecino.
NGC 90 y NGC 93 forman el par de galaxias interactivas Arp 65.